# Procliano (duque)
Procliano (em latim: Proclianus; em grego: Προκληιανός; romaniz.: Procleianós; m. 528) foi um oficial bizantino do século VI, ativo durante o reinado do imperador Justiniano (r. 527–565). Aparece em 528, como duque da Fenícia, em plena Guerra Ibérica (526–532), quando foi enviado ao lado dos generais Belisário, Basílio, Buzes, Cutzes, Sebastiano e Táfaras para combater uma invasão sassânida. Os bizantinos foram derrotados na Batalha de Tanúris e Procliano foi morto.